# Мейкън (окръг, Северна Каролина)
Окръг Мейкън (на английски: Macon County) е окръг в щата Северна Каролина, Съединени американски щати. Площта му е 1344 km², а населението – 34 376 души (2016). Административен център е град Франклин.